# Vytautas Šlapikas
Vytautas Šlapikas (* 30. April 1973 in Ukmergė) ist ein litauischer Schachspieler.

## Leben
Nach dem Abitur an der Mittelschule Ukmergė absolvierte Šlapikas das Diplomstudium der Landwirtschaft an der Aleksandras-Stulginskis-Universität und wurde Agrarökonom. Danach arbeitete er in der Abteilung für Kultur und Bildung der Verwaltung der Stadtgemeinde Kaunas. Später war er Schachtrainer an der Sportschule Ukmergė und Versicherungsberater in der Filiale Ukmergė des Versicherungsunternehmens AB Lietuvos draudimas. Ab dem 1. Mai 2013 war er arbeitslos.
Seit 1999 trägt er den Titel Internationaler Meister, mit der litauischen Nationalmannschaft nahm er an der Schacholympiade 2000 in Istanbul teil. Er spielte im Schachclub „Juodasis Rikis“ in Ukmergė. 2014 spielte er für den ŠK Margiris Kaunas. Er spielte auch Fernschach.